# Александру чел Бун
Александру чел Бун (на румънски: Alexandru cel Bun) или Александър Добрия, е молдовски войвода в периода април 1400 – януари 1432 г.
Син е на Роман I. Наследява Юга Ологул (1399 – 1400 г.) и е наследен от своя син Илияш (1432 – 1433 г.)
Известен е с това, че отблъсква първото нашествие на османските турци срещу Молдова.

## Управление
В течение на управлението си работи по укрепването на владенията си (организация на институциите, разрастване на търговията, признаване на Молдовската митрополия от Константинополската патриаршия), а външната му политика се състои преди всичко в подпомагането на борбата на Полша с Тевтонския орден.
На 12 март 1402 г. признава върховната власт на полския крал Владислав II. Полага васална клетва в Камениц на 1 август 1404 г., която подновена на 6 октомври 1407 г. в Лвов. Основава епископия в гр. Роман на 14 септември 1408 г. На 15 юли 1410 г., когато се състои Битката при Грюнвалд между полско-литовските войски и войските на Тевтонския орден, Александър Добрия изпраща свои войски в помощ на обединените полско-литовски сили.
През 1420 е регистрирана първото турско нападение срещу Молдова, но Александър отблъсква нападението на османската флота.
След смъртта му (1 януари 1432 г.) Молдова е изправена пред вътрешни междуособици, които отслабват държавата.

## Потомство
- Илияш
- Стефан II
- Роман II
- Богдан II
- Александър II